# Área metropolitana de St. George
El Área Estadística Metropolitana de St. George, UT MSA, como la denomina la Oficina de Administración y Presupuesto, es un Área Estadística Metropolitana centrada en la ciudad de St. George.

## Características
El Área Estadística Metropolitana de St. George solo abarca el condado de Washington en el estado de Utah, Estados Unidos. 

## Población
Su población según el censo de 2010 es de 138.115 habitantes, convirtiéndola en la 281.º área metropolitana más poblada de los Estados Unidos.

## Comunidades
- Apple Valley
- Central
- Dammeron Valley
- Enterprise
- Gunlock
- Hildale
- Hurricane
- Ivins
- La Verkin
- Leeds
- New Harmony
- Pine Valley
- Pintura
- Rockville
- Santa Clara
- Springdale
- St. George
- Toquerville
- Veyo
- Virgin
- Washington